# Dick LaPalm
Dick LaPalm (* 23. Juni 1927 in Chicago; † 7. Oktober 2013) war ein US-amerikanischer Pop- und Jazz-Promoter und Musikproduzent.
Dick LaPalm arbeitete ab 1958 in Chicago bei Chess Records (von 1963 bis 1970 in leitender Funktion), später auch bei Cadet Records, im Lauf seiner Karriere u. a. mit Dorothy Ashby, Count Basie, Nat King Cole, Lou Donaldson, Peggy Lee, Mel Tormé, Sarah Vaughan, dem Modern Jazz Quartet, Woody Herman, Dick Haymes, Ahmad Jamal, Sonny Rollins und Marlena Shaw.  2007 veröffentlichte er eine Liste der aus seiner Sicht einflussreichsten Radio-Jazz-DJs.